# توماس أ. واتسون
توماس أ. واتسون (بالإنجليزية: Thomas A. Watson)‏ هو مخترع وشخصية أعمال أمريكي، ولد في 18 يناير 1854 في سالم في الولايات المتحدة، وتوفي في 13 ديسمبر 1934 في سانت بيترسبرغ في الولايات المتحدة.

## وصلات خارجية
- توماس أ. واتسون على موقع الموسوعة البريطانية (الإنجليزية)
- توماس أ. واتسون على موقع إن إن دي بي (الإنجليزية)